# Kara-Daria
El Kara-Daria (kirguís: Кара-Дарыя, Qara-Darıya/Kara-Daryýa, قارا-دارىيا; uzbek: Qoradaryo, Қорадарё, قارەدەريا - literalment riu negre-) és un riu que es troba a les regions d'Oix del Kirguizstan, i a les regions de Namangan i Andidjan de l'Uzbekistan. És el tributari esquerre, i un dels principals, del Syr Daria.
El riu és format per la confluència entre el riu Kara-Kuldzh i el riu Tar. Es coneixen més de 200 tributaris del Kara-Daria; els més llargs són el riu Jazy, el riu Unkur, el Kegart, el Kurshab, l'Absir Sai i l'Aravan Sai.

## Característiques hidrològiques
La longitud del Kara-Daria és de 180km, i la seva conca comprèn 30.100 km² segons algunes fonts i 28.600 km² segons algunes altres. El Kara-Daria és alimentat principalment per les aigües nivals i del desgel de les glaceres. El cabal mitja anual a Uchtepa és de 136 m³/s, mentre que el màxim registrat en aquest punt ha estat de 265 m³/s i el mínim de 68,4 m³/s (anys 1969 i 1975 respectivament). El 55% del flux anual es registra durant el període entre març i juliol, amb un màxim al mes de juny. El mínim es registra durant el període hivernal per la manca d'aigües procedents de la neu o el gel.
La terbolesa de l'aigua és de 1 kg/m³. Alguns hiverns les ribes del Kara-Daria es congelen per poc temps.

## Flux del riu
El Kara-Daria està format per la confluència dels rius Tar i Kara-Kuldzh que naixen al massís de Ferganà i als vessants septentrionals de les muntanyes d'Alai. La confluència dels dos rius té llo a uns 1150 metres sobre el nivell del mar, prop del poble de Kenesh, a la regió d'Oix del Kirguizstan. Generalment el Kara-Daria flueix cap a l'oest. Fins al poble de Kampirravata, el riu flueix per una vall força ampla (entre 0,5 i 4,5 km) que es redueix bruscament tot formant el congost de Kampirravata. En aquest punt el riu és detingut per una presa, anomenada Kuygan-Yar, que forma l'embassament d'Andidjan. Tot seguit, el Kara-Daria entra a la vall de Ferganà, ja a l'Uzbekistan.
El límit de les regions d'Andidjan i Namangan el forma el riu Kara-Daria. El riu Kara-Daria, acaba confliuint amb el riu Narín per a formar el Syr Darya.

## Ús econòmic
A la vall de Fergana les aigües del riu s'utilitzen intensivament per al reg a través de grans canals.

## Tributaris
El Kara-Daria té dos afluents principals: el riu Kurshab i el riu Iasi. A més a més rep diferents tributaris que són, en ordre des de la font:

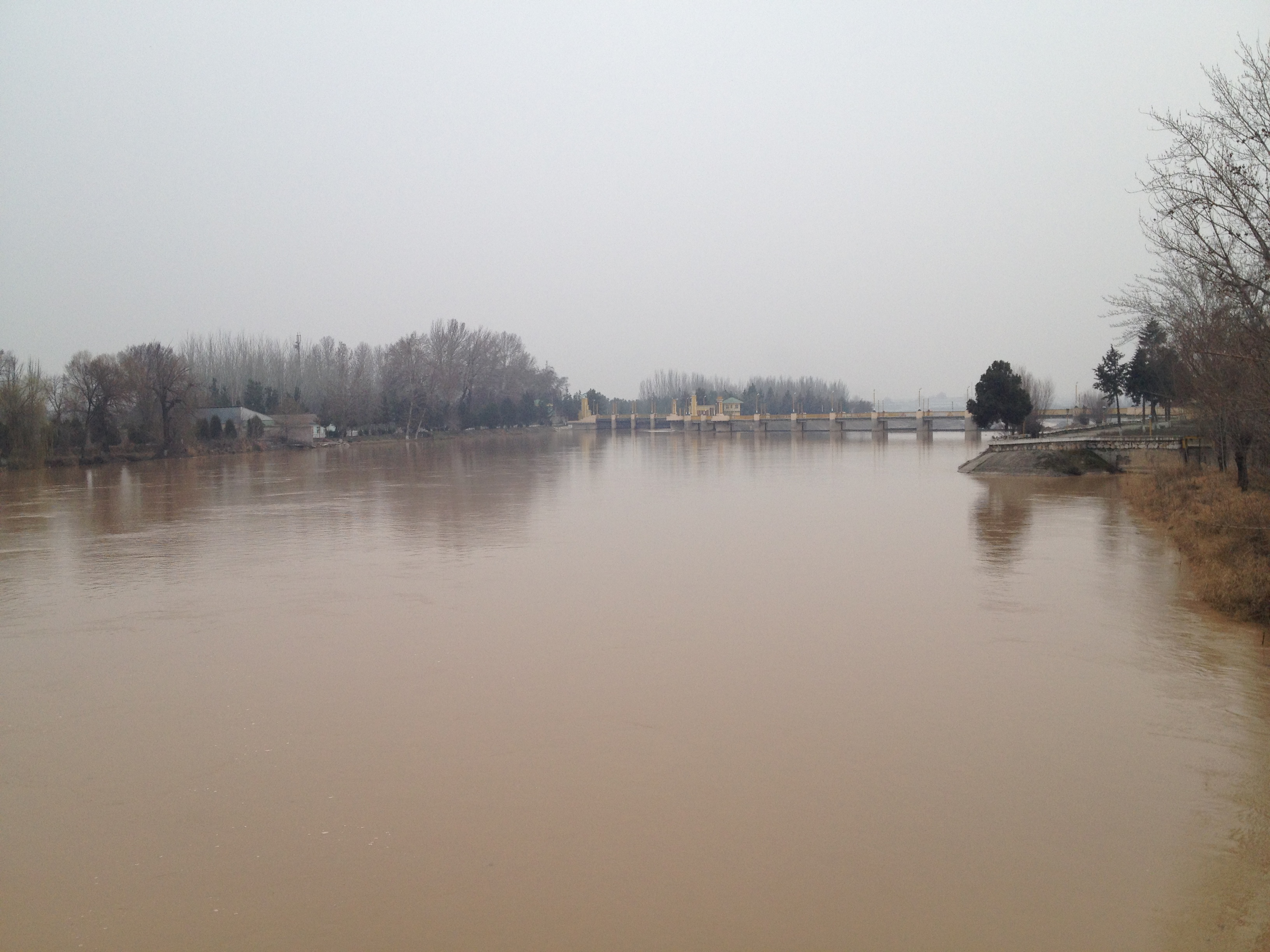
El riu prop de la ciutat d'Andidjan.

→ Karakuldzha
← Tar
← Dzhalpak-Tash
- Embassament d'Andijan
- Kurshab
→ Kök Art
← Karagunan
→ Tentyaksay